# NGC 3903
NGC 3903 est une galaxie spirale intermédiaire (barrée ?) située dans la constellation du Centaure. NGC 3903 a été découvert par l'astronome britannique John Herschel en 1835.

## Caractéristiques
La classe de luminosité de NGC 3903 est III et elle présente une large raie HI. Elle renferme également des régions d'hydrogène ionisé.

### Distance
Sa vitesse par rapport au fond diffus cosmologique est de 3 291 ± 23 km/s, ce qui correspond à une distance de Hubble de 48,5 ± 3,4 Mpc (∼158 millions d'al).

### Classification

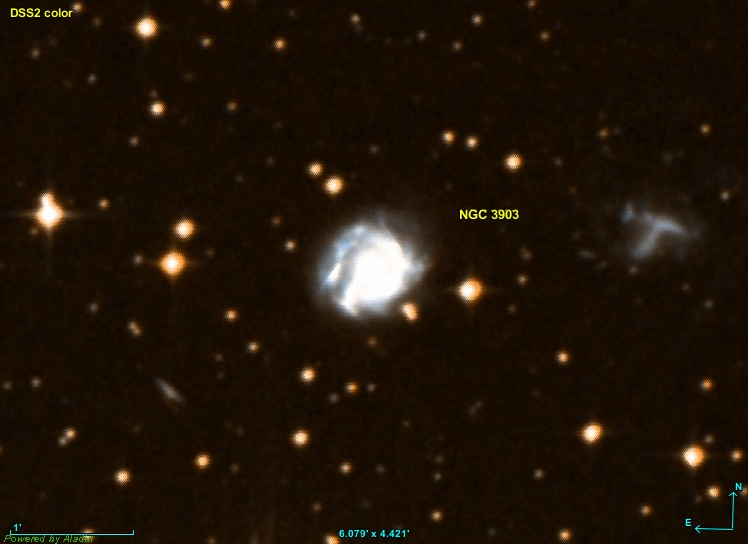
L'extrémité de deux bras spiraux est nettement visible sur cette image.

Le professeur Seligman et Wolfgang Steinicke classifient NGC 3903 comme une spirale barrée et les bases de données NASA/IPAC et HyperLeda comme une spirale intermédiaire. C'est sans doute une galaxie spirale, car on voit la présence de bras spiraux sur l'image obtenue des données de l'étude DSS, mais la présence d'une barre ou d'un début de barre n'est pas évidente. L'image en infrarouge de l'étude 2MASS montre aussi la présence de deux bras spiraux mais on ne voit pas de barre sur celle-ci. NGC pourrait tout aussi bien être une spirale ordinaire. Il faudrait une meilleure image pour choisir.

## Supernova
La supernova SN 2010dv été découverte  dans NGC 3903 le 4 juin 2010 à Pretoria en Afrique du Sud par l'astronome amateur Berto Monard,. Le type de cette supernova n'a pas été déterminé.

## Groupe d'ESO 320-26
Selon un article publié par A.M. Garcia en 1993, NGC 3903 fait partie du groupe d'ESO 320-26. Ce groupe de galaxies contient au moins sept galaxies. Les six autres galaxies du groupe sont IC 2977, ESO 320-26, ESO 320-30, ESO 320-31, ESO 378-20 et ESO 379-6.